# Жемчугова, Любовь Владимировна
Жемчугова Любовь Владимировна (7 января 1955 года, Ерофей Павлович, Сковородинский район, Амурская область, РСФСР) — киргизская художница-ювелир.

## Биография
Профессиональное образование получила в Красносельском училище (поселок Красное-на-Волге, Костромская область). Здесь же познакомилась с будущим мужем и соавтором — Александром Жемчуговым, с которым переехала в Киргизскую ССР.
Ювелирным искусством начала заниматься в 1977 году. В 1982 году вступила в Союз художников СССР. Участвовала в республиканских и международных выставок.
Работы Любови Жемчуговой хранятся в Киргизском национальном музее изобразительных искусств и частных коллекциях.

## Основные работы
- Лето. Настенное панно. 1977. Медь, скань.
- Набор бокалов «Праздничный». 3 предмета. 1977. Медь, скань, серебрение (в соавторстве с Александром Жемчуговым).
- Декоративная скульптура «Козленок». 1978. Медь, скань (в соавторстве с Александром Жемчуговым).
- Кубки «Четыре цвета лета». 4 предмета. 1979. Медь, скань, серебрение, финифть. (в соавторстве с Александром Жемчуговым).
- Колье «Золотой петушок». 1979. Мельхиор, скань, эмаль (в соавторстве с Александром Жемчуговым).
- Конфетница. 1980. Металл, скань (в соавторстве с Александром Жемчуговым).
- Утpo. Декоративная скульптура. 1980. Медь, скань, финифть.
- Кубок «Гирлянда». 1980. Медь, скань, финифть.
- Летний. Гарнитур-колье, браслет. 1980. Мельхиор, скань, финифть.
- Одуванчики. Декоративные формы. 1981. Латунь, скань.
- Морозный узор. Декоративные формы. 1981. Медь, скань.[1]